# Peugeot RCZ
De Peugeot RCZ is een compacte coupé van het Franse automerk Peugeot. Volgend op de conceptauto genaamd 308 RC Z die in 2007 gepresenteerd werd op de IAA in Frankfurt. De echte RCZ werd in 2009 gepresenteerd, ook op de IAA. De auto wordt vaak naast de Audi TT gezet als goedkoper alternatief.

## Geschiedenis
De benaming 'RCZ' is een uitzondering op Peugeot's gebruikte typeaanduiding.
Na de start met een eenvoudig concept als debuut, bleek de RCZ al ruim populair. Als gevolg hiervan heeft Peugeot besloten om de sprong te wagen en te starten met de productie. De stijl is ontworpen door Boris Reinmöller.
De Peugeot RCZ heeft vijf keer op rij de prijs voor Best Sports Car gewonnen Diesel Car magazine4. De Peugeot RCZ heeft ook een prijs gekregen als 'Coupé van 2010', toegekend door het beroemde Britse tijdschrift Top Gear, is drie maal genomineerd tot Best Coupé of the Year door het Britse tijdschrift Auto Express, kreeg de speciale prijs Special design award 2010 van de lezers van het Britse tijdschrift Auto Express aangewezen, evenals de Red dot award voor zijn ontwerp van het Instituut voor Design Zentrum Nordrhein Westfalen in Essen, en ten slotte de titel van de mooiste auto van het jaar 2009 uitgereikt door de International Automobile Festival.
De 50.000e RCZ werd gefabriceerd op 14 februari 2013 en kwam in een nieuwe kleur rood, genaamd Moroccan Red.
Na een productieperiode van bijna zes jaar, rolde de laatste Peugeot RCZ van de assemblagelijn op 18 september 2015.

## Specificaties

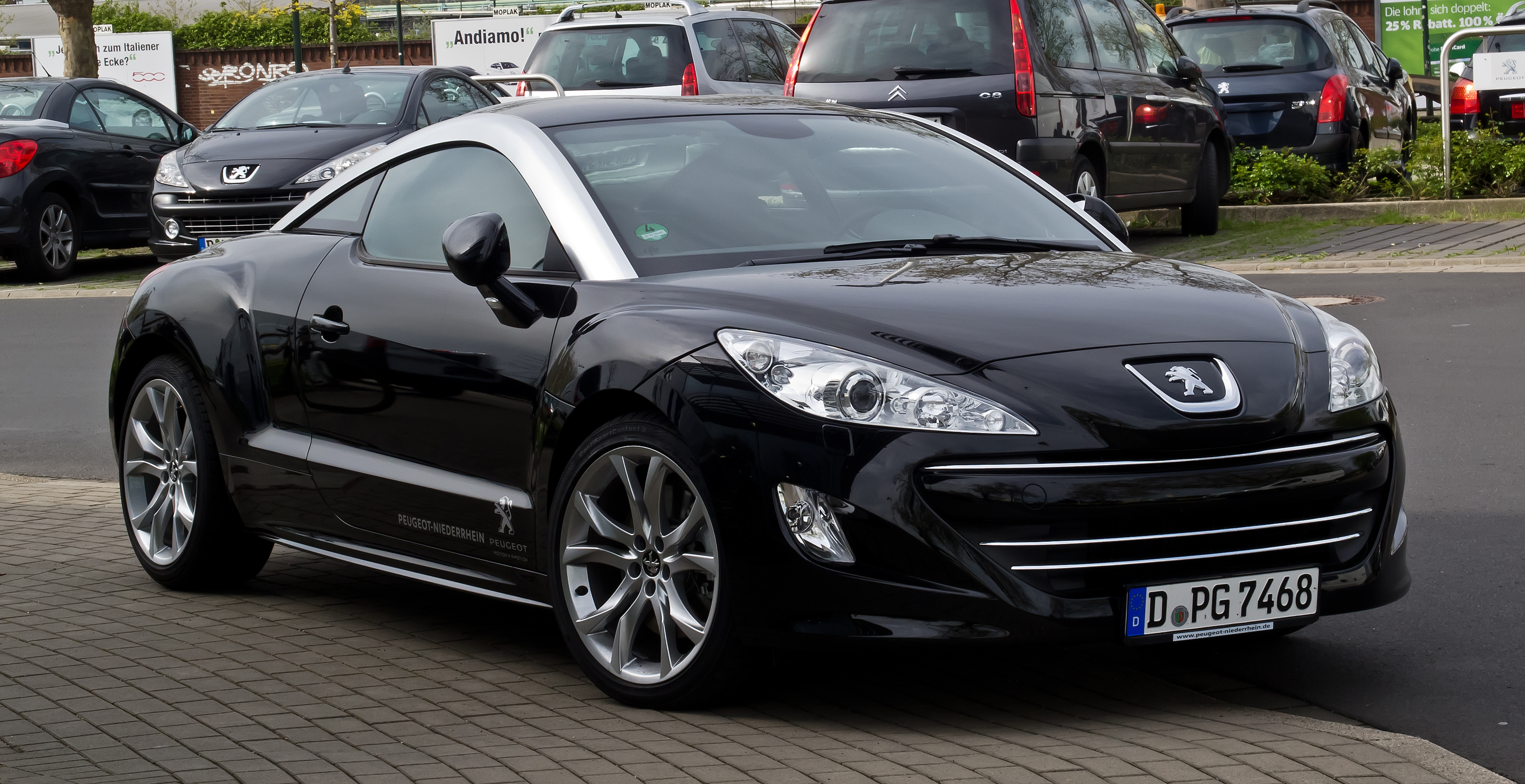
Peugeot RCZ fase I

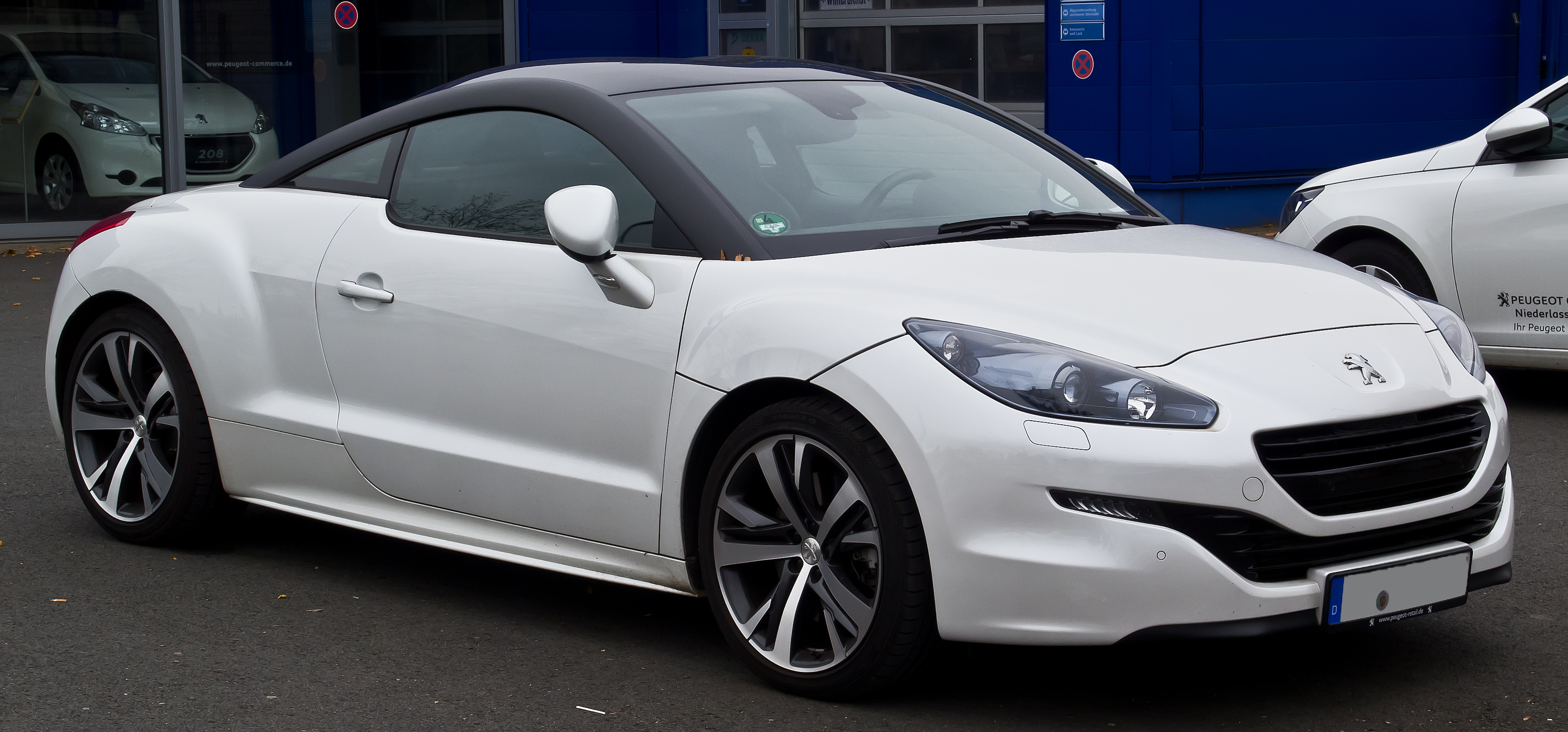
Peugeot RCZ fase II (facelift)

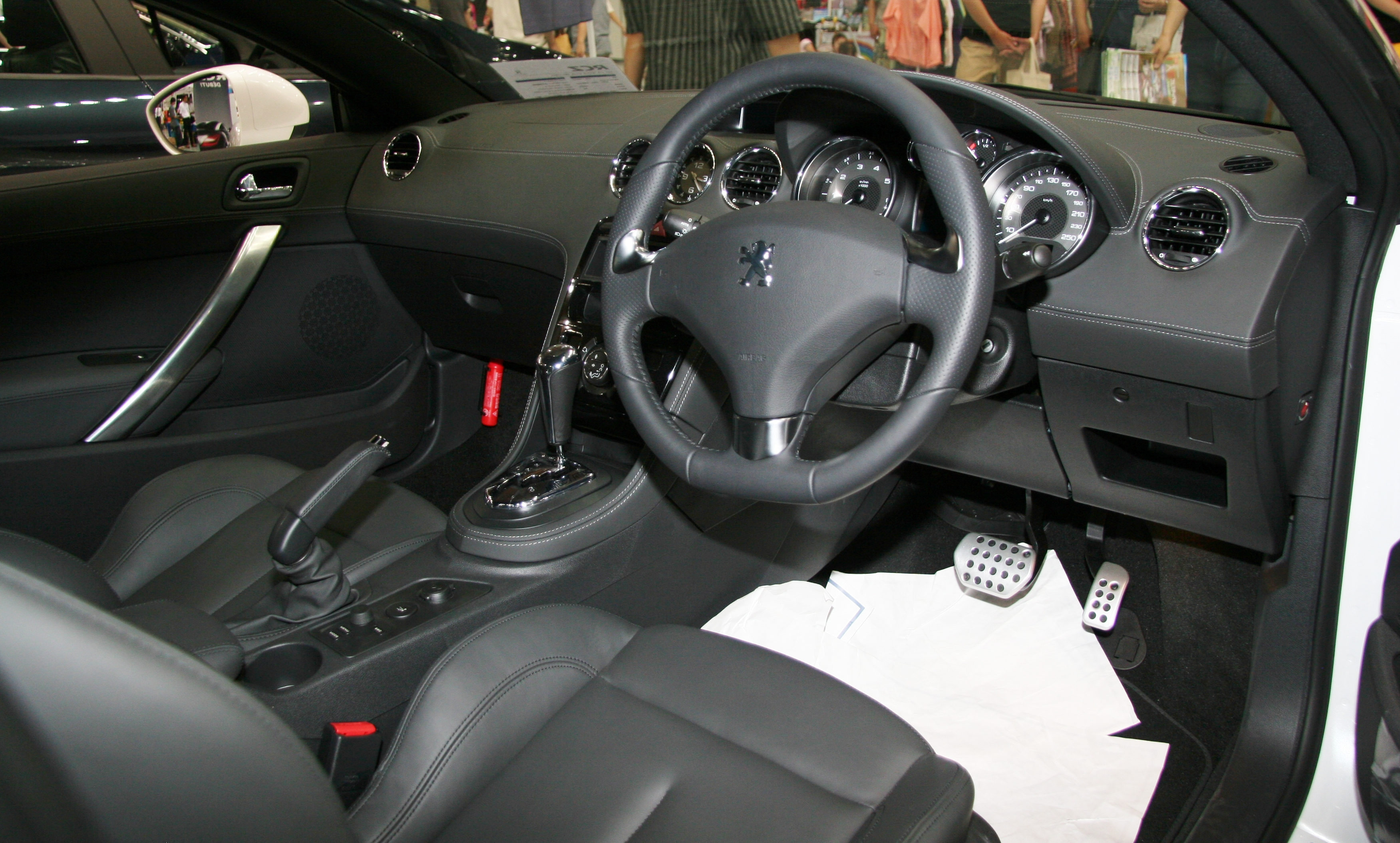
Peugeot RCZ interieur

De afmetingen van de RCZ zijn: 4,28m x 1,84m x 1,35m (lxbxh), met een wielbasis van 2,61 m.

#### Benzine
| Type        | Motor     | Motor     | Motor   | Vermogen | Koppel | Overbrenging             | 0–100 km/h  | Topsnelheid    | Jaartal     |
| Type        | Inhoud    | Cilinders | Kleppen | Vermogen | Koppel | Overbrenging             | 0–100 km/h  | Topsnelheid    | Jaartal     |
| ----------- | --------- | --------- | ------- | -------- | ------ | ------------------------ | ----------- | -------------- | ----------- |
| 1.6 THP 155 | 1.598 cm³ | 4-in-lijn | 16V     | 156 pk   | 240 Nm | 6-bak / 6-traps automaat | 8,3 / 9,0 s | 215 / 210 km/h | 2010 - 2013 |
| 1.6 THP 155 | 1.598 cm³ | 4-in-lijn | 16V     | 156 pk   | 240 Nm | 6-bak / 6-traps automaat | 8,3 / 9,0 s | 215 / 212 km/h | 2013 - 2015 |
| 1.6 THP 200 | 1.598 cm³ | 4-in-lijn | 16V     | 200 pk   | 275 Nm | 6-bak                    | 7,5 s       | 237 km/h       | 2010 - 2013 |
| 1.6 THP 200 | 1.598 cm³ | 4-in-lijn | 16V     | 200 pk   | 275 Nm | 6-bak                    | 7,6 s       | 235 km/h       | 2013 - 2016 |
| 1.6 THP R   | 1.598 cm³ | 4-in-lijn | 16V     | 275 pk   | 275 Nm | 6-bak                    | 5,9 s       | 250 km/h       | 2013 - 2016 |

#### Diesel
| Type        | Motor     | Motor     | Motor   | Vermogen | Koppel | Overbrenging | 0–100 km/h | Topsnelheid | Jaartal     |
| Type        | Inhoud    | Cilinders | Kleppen | Vermogen | Koppel | Overbrenging | 0–100 km/h | Topsnelheid | Jaartal     |
| ----------- | --------- | --------- | ------- | -------- | ------ | ------------ | ---------- | ----------- | ----------- |
| 2.0 HDi 160 | 1.997 cm³ | 4-in-lijn | 16V     | 160 pk   | 340 Nm | 6-bak        | 8,7 s      | 216 km/h    | 2010 - 2013 |
| 2.0 HDi 160 | 1.997 cm³ | 4-in-lijn | 16V     | 160 pk   | 340 Nm | 6-bak        | 8,7 s      | 220 km/h    | 2013 - 2016 |

## Afbeeldingen

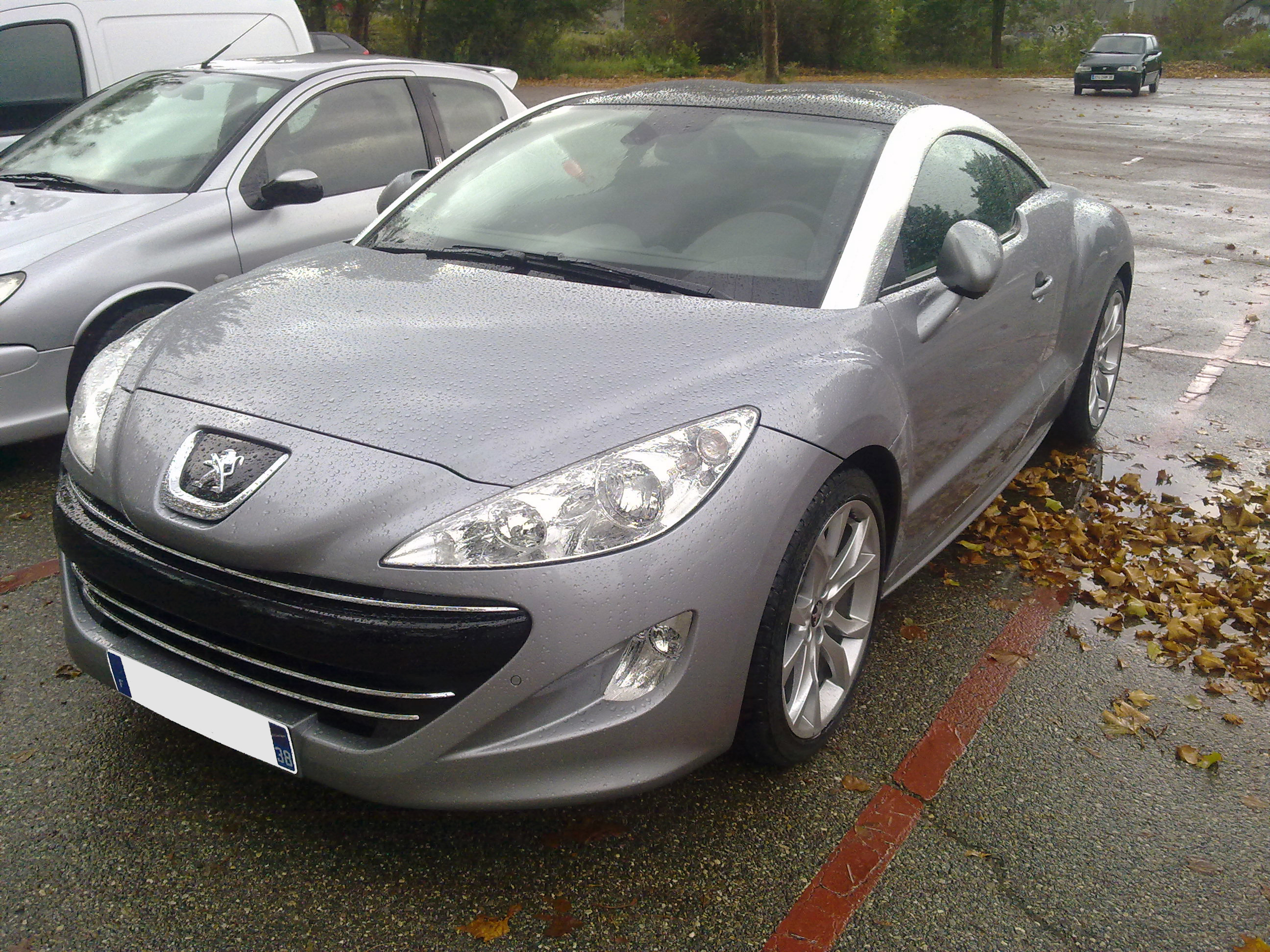
Voorkant.
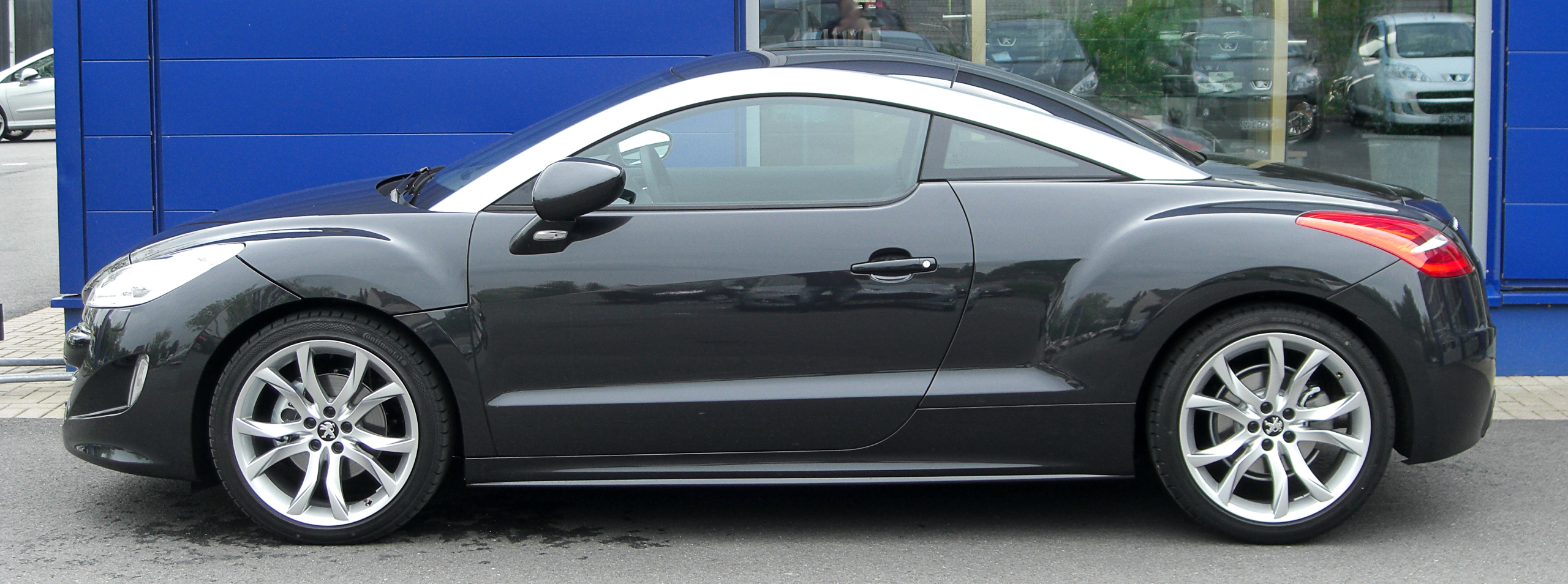
Zijkant.
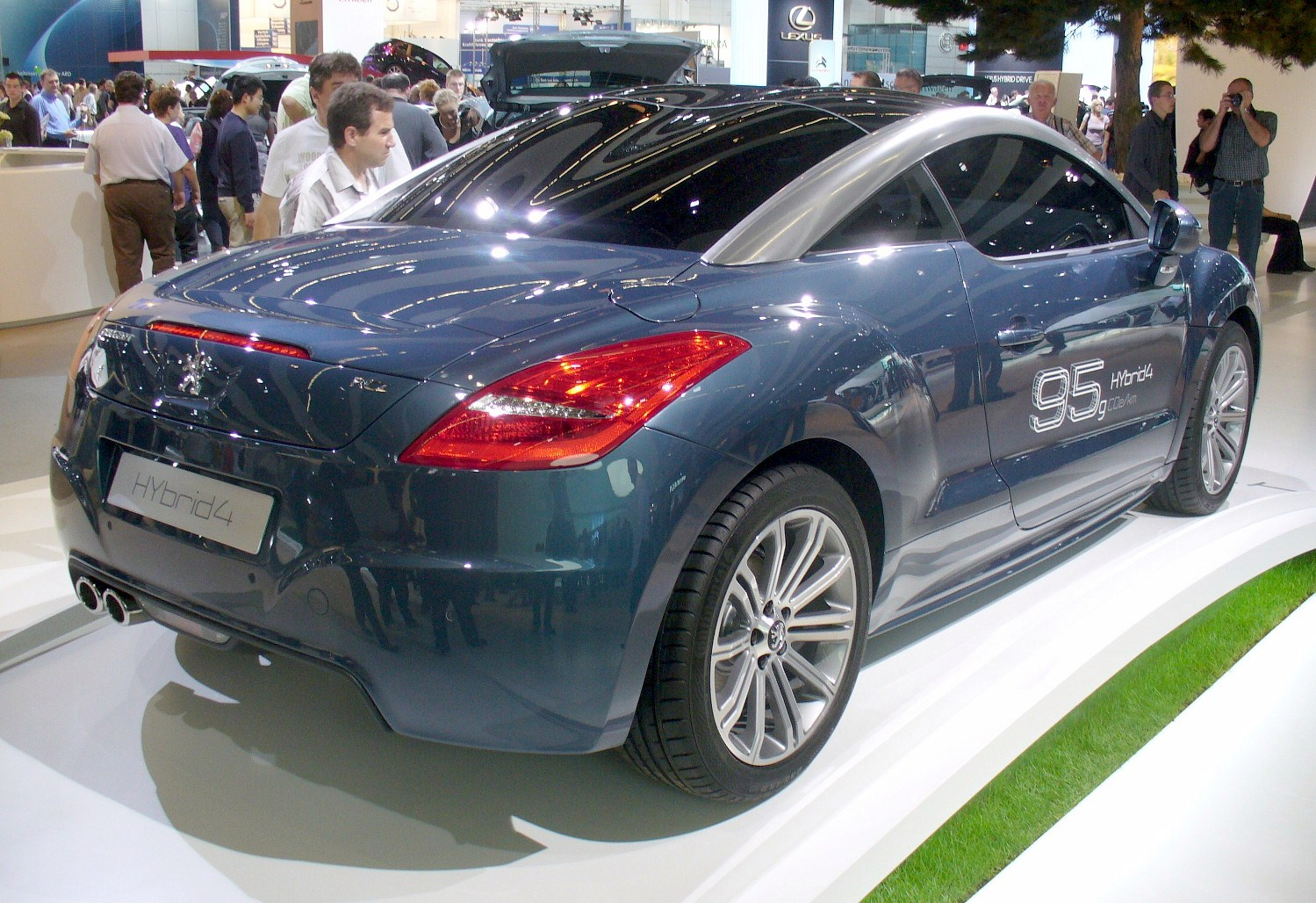
De hybride versie.